# Francisco Magnano
Francisco Magnano es un paraje rural del partido de Trenque Lauquen, provincia de Buenos Aires, Argentina.

## Ubicación
La localidad se ubica al norte del partido, lindando con el partido de Rivadavia en medio de lagunas de la zona. Se encuentra a 94 km al norte de la ciudad de Trenque Lauquen, a través de un camino rural que bordea las vías, que se desprende desde la Ruta Nacional 33.

## Población
Durante los censos nacionales del INDEC de 2001 y 2010 fue considerada como población rural dispersa.

## Historia
La localidad se crea a partir de la llegada del Ferrocarril Provincial de Buenos Aires en 1914. El cierre del ramal en 1960 obligó a un gran éxodo de sus habitantes hacia ciudades más grandes.